# Uwe Dittus
Uwe Dittus (* 3. August 1959 in Birkenfeld) ist ein ehemaliger deutscher Fußballspieler.
In der Jugend spielte Dittus beim 1. FC 08 Birkenfeld. Danach war der Mittelfeldspieler von 1979 bis 1986 beim Karlsruher SC aktiv und absolvierte insgesamt 111 Spiele (4 Tore) in der Bundesliga sowie 127 (13 Tore) in der zweiten Liga. 1983/84 wurde er mit dem Karlsruher SC Meister der zweiten Liga, nachdem er im Jahr davor abgestiegen war. Ein Jahr nach dem Aufstieg stieg er mit den Badenern, damals eine „Fahrstuhlmannschaft“, wieder als Letzter aus dem Fußball-Oberhaus ab.
1986 wechselte Dittus zu Viktoria Aschaffenburg in die 2. Fußball-Bundesliga. Jedoch konnte er mit Aschaffenburg nicht die Klasse halten und so wechselte Dittus nach nur einer Saison zum belgischen Erstligisten KFC Winterslag.
Diesen verließ er jedoch ebenfalls nach nur einer Saison wieder und wechselte zum FC Basel, der gerade aus der Nationalliga A, der höchsten Schweizer Spielklasse, abgestiegen war. Jedoch konnte er in seinen drei Jahren in Basel nicht den Wiederaufstieg feiern; so beendete Uwe Dittus seine Karriere nach zwölf Jahren Profifußball.
Uwe Dittus stand außerdem elfmal für die deutsche U-21 Fußballnationalmannschaft auf dem Spielfeld.
Nach seiner aktiven Zeit war Dittus jahrelang Tourmanager der Musikgruppe „Pur“.